# Приборове (зупинний пункт)
Приборове (біл. Прыбарава) — пасажирський залізничний зупинний пункт Берестейського відділення Білоруської залізниці на неелектрифікованій лінії Берестя-Південний — Влодава між зупинними пунктами Харси та Селяхи. Розташований за 1,3 км на південний схід від села Приборове Берестейського району Берестейської області.